# Koalib jezik
Koalib jezik (kawalib, kowalib, ngirere, nirere, rere, lgalige, abri; ISO 639-3: kib), jezik istoimenog plemena Koalib na jugu Kordofana u Sudanu. Ima nekoliko dijalekata: nguqwurang, ngunduna, nginyukwur, ngirere i ngemere. 
Koalib pripada kordofanskim jezicima, užoj skupini heiban i podskupini rere, čiji je jedini član. Populacija: 44,258 (1984 R. C. Stevenson).

## Vanjske poveznice
- Ethnologue (14th)
- Ethnologue (15th)